# Bettongia gaimardi
Bettongia gaimardi, também conhecido como Bettongia da Tasmânia e Bettongia do Sul, é uma espécie de marsupial da família Potoroidae, endêmico do sudeste da Austrália e oeste da Tasmânia.
Uma subespécie, Bettongia gaimardi gaimardi, foi extinta em 1910.